# Домен (биология)
Доме́н (англ. domain, лат. regio), или надцарство, — в биологической систематике самый верхний уровень (ранг) группировки организмов в системе, включающий в себя одно или несколько царств.

Филогенетическое дерево, построенное на основании анализа рРНК, показывает разделение бактерий, архей и эукариот

Термин был предложен в 1990 году Карлом Вёзе, который разделил все живые организмы на три домена:
- археи (Archaea);
- бактерии (Bacteria), или эубактерии (Eubacteria);
- эукариоты (Eukaryota, или Eukarya).

Наиболее радикальное отличие от предыдущих систем состояло в том, что бактерии (прокариоты) были разделены на два таксона (археи и эубактерии), каждый из которых имел тот же ранг, что и эукариоты.
Иногда эти три домена, а также вирусы (группу без ранга) объединяют в таксон Биота (Biota), ранг которого иногда определяют как «наддомен».

## Альтернативные системы групп высшего ранга
Помимо получившей широкое признание системы Вёзе, существуют альтернативные системы групп высшего уровня (ранга):
| Линней 1735  | Геккель 1866 | Шаттон 1925 | Коупленд 1938 | Уиттекер 1969 | Вёзе 1977  | Вёзе 1990    | Кавалье-Смит 1993 | Кавалье-Смит 1998 | Руджеро 2015 |
| ------------ | ------------ | ----------- | ------------- | ------------- | ---------- | ------------ | ----------------- | ----------------- | ------------ |
| (нет)        | (нет)        | 2 домена    | 2 домена      | 2 домена      | 2 домена   | 3 домена     | 3 домена          | 2 домена          | 2 домена     |
| 3 царства    | 3 царства    | (нет)       | 4 царства     | 5 царств      | 6 царств   | (нет)        | 8 царств          | 6 царств          | 7 царств     |
| Минералы     |              |             |               |               |            |              |                   |                   |              |
|              | Протисты     | Прокариоты  | Дробянки      | Дробянки      | Эубактерии | Бактерии     | Эубактерии        | Бактерии          | Бактерии     |
| Архебактерии | Протисты     | Прокариоты  | Дробянки      | Дробянки      | Археи      | Архебактерии | Археи             | Бактерии          |              |
| Эукариоты    | Протисты     | Протисты    | Протисты      | Протисты      | Эукариоты  | Archezoa     | Простейшие        | Простейшие        |              |
| Эукариоты    | Протисты     | Протисты    | Протисты      | Протисты      | Эукариоты  | Простейшие   | Простейшие        | Простейшие        |              |
| Эукариоты    | Протисты     | Протисты    | Протисты      | Протисты      | Эукариоты  | Хромисты     | Хромисты          | Хромисты          |              |
| Эукариоты    | Растения     | Растения    | Растения      | Растения      | Эукариоты  | Растения     | Растения          | Растения          | Растения     |
| Эукариоты    | Растения     | Растения    | Растения      | Грибы         | Эукариоты  | Грибы        | Грибы             | Грибы             | Грибы        |
| Эукариоты    | Животные     | Животные    | Животные      | Животные      | Эукариоты  | Животные     | Животные          | Животные          | Животные     |